# 2viewvideo
2ViewVideo was een op VHS-technologie gebaseerd systeem voor distributie van films met beperkte afspeelmogelijkheden.
In 2001 introduceerde Now Showing Entertainment een nieuw type VHS-videoband. Op deze videoband stond een populaire film die voor 15 gulden (circa 7 euro) gekocht kon worden bij verschillende winkels. Om dit systeem rendabel te maken, wiste de videoband zich na twee keer bekijken waarna hij als blanco videocassette gebruikt kon worden. De kosten voor distributie van de film konden hierdoor laag blijven en de informatiedrager kon daarna hergebruikt worden.

## Werking
Nederland kreeg als testmarkt op 30 mei 2001 de wereldpremière. De 2ViewVideo was te koop met zes titels: Runaway Bride, Instinct, The Third Miracle, Keeping the Faith, Shanghai Noon en Coyote Ugly. De videoband werkte en zag er net zo uit als een gewone VHS-band. Op de achterzijde van de tape werd aangegeven hoe vaak de film nog bekeken kon worden: 2, 1 of 0 keer. 
Om te voorkomen dat de videoband ongelimiteerd terug- en vooruit gespoeld werd, verscheen op 2/3 van de film vijf minuten lang het logo van Now Showing Entertainment onderin beeld. Dit gaf aan dat de afspeelsessie geteld was. Het was dan nog wel mogelijk om de film stil te zetten of vooruit te spoelen. Spoelde men terug tot vóór het logo en passeerde de band het logo weer, dan werd er nog een afspeelsessie afgeboekt. Nadat de film twee keer bekeken én teruggespoeld was, wiste de band zich automatisch met een ingebouwd magneetje. Vervolgens kon de band als blanco VHS-videoband gebruikt worden.

## Eéndaags succes
Now Showing Entertainment koos Nederland uit als opstap voor Europa vanwege haar grootte, de sociaal-economische samenstelling en het multiculturele karakter. Een kritisch Nederland kon van het product een top of een flop maken voor de rest van Europa. Als de test succesvol was, zouden er meer titels geïntroduceerd worden. 
Dit succes bleef echter uit aangezien het systeem een dag later al gekraakt was met behulp van een simpele paperclip en een stukje plakband. De paperclip moest in een gat gestoken worden en met een plakbandje vastgezet worden, hierdoor werd het wissysteem gedeactiveerd. Bij het gat stond zelfs een pijltje. 
Er zijn ongeveer 200.000 videobanden naar Nederland getransporteerd.